# Срібна трава
Срібна трава (Corynephorus) — рід однодольних рослин родини тонконогових (Poaceae). Включає 5 видів, що поширені в Європі, Північній Африці та на Близькому Сході.

## Види
Види, згідно з The Plant List:
- Срібна трава сива (Corynephorus canescens) (L.) P.Beauv. — Європа, Марокко;
- Corynephorus deschampsioides(інші мови) Bornm. — Сирія, Ізраїль, Йорданія, Палестина;
- Corynephorus divaricatus(інші мови) (Pourr.) Breistr. — Середземномор'я від Іспанії і Марокко до Ірану;
- Corynephorus fasciculatus(інші мови) Boiss. & Reut. — Португалія, Іспанія, Франція, Корсика, Сардинія, Сицилія, Алжир;
- Corynephorus macrantherus(інші мови) Boiss. & Reut. — Португалія, Іспанія, Марокко, Алжир, Туніс.